# ماری تورمن
ماری تورمن (انگلیسی: Mary Thurman؛ ۲۷ آوریل ۱۸۹۵ – ۲۲ دسامبر ۱۹۲۵) یک هنرپیشه دوره فیلم صامت اهل ایالات متحده آمریکا بود.
از فیلم‌ها یا برنامه‌های تلویزیونی که وی در آن نقش داشته‌است می‌توان به سال کبیسه و همسایه‌تو بپا اشاره کرد.